# Rivière Lapromanade
Pour les articles homonymes, voir Lapromanade.
La rivière Lapromanade est un affluent de la rive ouest de la rivière Laflamme, coulant dans la municipalité de La Morandière, dans la Municipalité régionale de comté (MRC) de Abitibi, dans la région administrative de l’Abitibi-Témiscamingue, au Québec, au Canada. Son cours est entièrement dans le canton de La Morandière.
La rivière Lapromanade coule en territoire forestier et agricole. La foresterie constitue la principale activité économique de ce bassin versant ; l’agriculture, en second.
La surface de la rivière est habituellement gelée de la mi-novembre à la mi-avril, toutefois la circulation sécuritaire sur la glace se fait généralement de la mi-décembre à la fin mars.

## Géographie

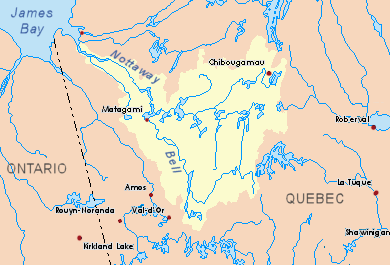
Bassin versant de la rivière Nottaway.

Les bassins versants voisins de la rivière Lapromanade sont :
- côté nord : rivière Laflamme, rivière La Morandière ;
- côté est : rivière Laflamme, rivière Ducros ;
- côté sud : rivière Landrienne, rivière Martel, ruisseau Létourneau, rivière Laflamme ;
- côté ouest : rivière Castagnier, lac Castagnier, rivière Harricana.

La rivière Lapromanade prend sa source de ruisseaux drainant une zone de marais (altitude : 332 m), situé dans le canton de La Morandière. Cette zone humide constitue le plateau de plusieurs bassins versants dont celui de la rivière Peter-Brown (affluent de la rivière Landrienne), de la rivière Martel (affluent de la rivière Peter-Brown), de la rivière Castagnier (coulant vers le nord jusqu’au lac Castagnier) et de la rivière Lapromanade. 
Cette source de la rivière Lapromanade est située à :
- 14,5 km au sud-est du lac Castagnier ;
- 11,6 km au sud-est de l’embouchure de la rivière Lapromanade ;
- 9,2 km au sud-est du centre du village de La Morandière ;
- 43,1 km au nord-ouest du centre-ville de Senneterre.

À partir de sa source, le cours de la rivière Lapromanade coule sur 24,5 km selon les segments suivants :
- 9,1 km vers le nord, en serpentant en zone forestière ou de marais, jusqu’à la décharge d’un ensemble de lacs (venant de l'ouest) ;
- 2,9 km vers le nord-est, puis le sud-est, en zone forestière, jusqu’au ruisseau Hamelin (venant du sud) ;
- 4,4 km vers l'est en zone surtout forestière, jusqu’au ruisseau Lalonde (venant du sud) ;
- 2,2 km vers l'est en serpentant en zone forestière ou agricole, jusqu’à la route 397 (sens nord-sud) ;
- 1,6 km vers l'est en serpentant en zone agricole, jusqu’à la route du 3e et 4e rang (sens est-ouest), qu’elle coupe à 0,8 km à l'est du village de La Morandière. Ce pont acier-bois érigé en 1965 a été remplacé en septembre et octobre 2017 par un nouveau pont[2] ;
- 2,0 km vers le sud-est en zone forestière et agricole en recueillant les eaux du ruisseau Martel (venant du sud), jusqu’à la décharge (venant du sud) de sept petits lacs ;
- 2,3 km vers le nord-est en serpentant en zone agricole et forestière, jusqu’à sa confluence[3].

La rivière Lapromanade se déverse sur la rive ouest de la rivière Laflamme du côté sud du pont du 3e et 4e rang Est et à 5,9 km en amont de l’embouchure de la rivière La Morandière. Cette confluence de la rivière Lapromanade est située à :
- 82,6 km au sud de la confluence de la rivière Laflamme avec la rivière Bell ;
- 42,6 km au sud-est de l’embouchure du lac Parent (Abitibi) ;
- 8,2 km à l'ouest du centre du village de Champneuf ;
- 2,7 km à l'est du centre du village de La Morandière ;
- 36,5 km au nord-ouest du centre-ville de Senneterre ;
- 6,0 km à l'ouest du chemin de fer.

## Toponymie
Le toponyme rivière Lapromanade a été officialisé le 5 décembre 1968 à la Commission de toponymie du Québec, soit lors de sa création.